# Ribeirão Preto
Ribeirão Preto − miasto w południowo-wschodniej Brazylii, w stanie São Paulo.
Liczba mieszkańców miasta w 2021 roku wynosiła ok. 720 tys. W 2009 roku zespół miejski liczył ok. 954 tys. mieszkańców.
W mieście rozwinął się przemysł spożywczy oraz włókienniczy.
W mieście mają siedzibę kluby piłkarskie Botafogo FC i Comercial FC.